# Дружба (Сіверськодонецький район)
Дру́жба — селище в Україні, у Попаснянській міській громаді Сіверськодонецького району Луганської області. Населення — 233 особи.

## Населення
За переписом 2001 року населення селища становило 233 особи, з них 72,1 % зазначили рідною українську мову, а 27,9% — російську.